# Фортепианный дуэт Ирина Силиванова и Максим Пурыжинский
Фортепианный дуэт Ирина Силиванова и Максим Пурыжинский — музыкальный коллектив исполнителей классической музыки для двух фортепиано и фортепиано в 4 руки. Основан в 1998 году. Коллектив ведет активную концертную деятельность, выступает в Московской консерватории, Московском доме музыки, дает концерты в Московском доме композиторов, Культурном центре «Дом-музей Марины Цветаевой», ведущих концертных площадках России, Европы, Азии, Северной и Южной Америки. В 2007 году выступление дуэта в рамках стокгольмского фестиваля «Музыка во дворце» получило восторженную оценку публики и критиков:
Концерт фортепьянного дуэта Ирина Силиванова — Максим Пурыжинский стал одним из самых ярких событий на фестивале «Музыка во дворце», проходящем в шведской столице. В минувший вторник под высокими, богато украшенными сводами Тронного зала самого большого Королевского дворца в Европе в виртуозном исполнении российских пианистов прозвучали «Камаринская» Глинки, «Венгерские танцы» Брамса и другие произведения русских и зарубежных композиторов.
Молодые, но уже снискавшие признание публики музыканты, - выпускники Московской государственной консерватории имени П.И.Чайковского, лауреаты всероссийского и международных конкурсовСТОКГОЛЬМ, 19 сентября 2007 года

## Участники
- Ирина Витальевна Силиванова родилась 5 февраля 1978 года в городе Кургане Курганской области. В 1984—1993 годах училась в средней школе № 38. Её первые музыкальные шаги и первые творческие успехи были сделаны в Музыкальной школе № 4 (класс Ларисы Николаевны Налимовой)[5]. Окончила Курганское музыкальное училище (педагог Людмила Ивановна Мартынова)[6]. В 1997 году поступила в Московскую государственную консерваторию имени П. И. Чайковского (класс «сольное фортепиано»), которую с отличием окончила в 2002 году. В 2004 году окончила ассистентуру-стажировку по двум специальностям: «сольное фортепиано» у профессора Елены Рудольфовны Рихтер и «камерный ансамбль» у профессора Александра Зейликовича Бондурянского. С 2006 года преподает в Российской Академии музыки имени Гнесиных, старший преподаватель[7].

- Максим Владимирович Пурыжинский родился 27 марта 1977 года в городе Москве. В 1984—1992 учился в школе № 1211. Его первой учительницей в детской музыкальной школе стала Наталия Санович. Окончил Академическое музыкальное училище при Московской государственной консерватории имени П. И. Чайковского, где занимался у Веры Хорошиной. В 1996 году поступил в Московскую государственную консерваторию имени П. И. Чайковского, которую окончил с отличием в 2001 году. В 2003 году окончил ассистентуру-стажировку по двум специальностям: «сольное фортепиано» у профессора Елены Рудольфовны Рихтер и «камерный ансамбль» у профессора Александра Зейликовича Бондурянского[8]. Преподаватель Московской государственной консерватории имени П. И. Чайковского[9]. Родной дядя Максима Пурыжинского, Борис Слуцкий, был расстрелян в 1952 году[10] за создание молодежной антисталинской подпольной организации «Союз борьбы за дело революции». В 2024 году Максим стал героем спецпроекта ИД «Коммерсантъ» «Жизнь как право», в котором рассказал о том, что ему известно о жизни Бориса и о том, как казнь дяди повлияла на его семью.

## Награды и признание
- 1999 — 3-е место, II Всероссийский открытый конкурс камерных ансамблей имени С. И. Танеева (Калуга).
- 2000 — 2-я премия, Международный конкурс «Рим — 2000».
- 2003 — главный приз, XVIII Международный конкурс «Provincia di Caltanissetta» (Италия, Кальтаниссетта)[11].
- 2004 — главный приз, XIV Международный конкурс фортепианных дуэтов им. Ф. Шуберта (Чехия, Есеник).
- 2005 — 3-я премия, Международный конкурс ARD International Music Competition; специальный приз «Alice Rosner Fondation» за лучшее исполнение «Сонаты для двух фортепиано и ударных» Б. Бартока.
- 2008 — 1-я премия, XI конкурс The Dranoff International Two Piano Competition[12]
- 2011 — 2-я премия, V конкурс Białystok International Two Piano Competition[13]

## Отзывы
Принципиально другим был дуэт россиян Ирины Силивановой и Максима Пурижинского – между прочим, редчайший пример, когда участники дуэта не являются супругами. Концерт для двух фортепиано с оркестром ми-бемоль мажор Вольфганга Амадея Моцарта в их исполнении сорвал самые бурные овации этого филармонического турнира в парном разряде: здесь было противопоставление "мужской" и "женской" партий, а также легкость, игривость и кокетство, которые так к лицу Моцарту.КоммерсантЪ, № 150 от 09.09.2010
...дуэт роялей потрясающих музыкантов, лауреатов международных конкурсов Максима Пурыжинского и Ирины Силивановой – это украшение коллекции меломана, который ценит в музыке не только мастерство, но и одухотворённость музыкального высказывания!Музыкальное издательство Extraphone

## Дискография
- 2004 — Сергей Васильевич Рахманинов. Сюиты № 1 и № 2 для двух фортепиано, шесть пьес для фортепиано в четыре руки. Издатель — Classical Records[16].
- 2005 — Антология классики. Вольфганг Амадей Моцарт, Франц Шуберт, Феликс Мендельсон Бартольди, Эдвард Хагеруп Григ. Издатель — Extraphone.
- 2006 — Симфонические вдохновения. Штраус, Александр Порфирьевич Бородин, Иоганнес Брамс, Клод Дебюсси, Морис Равель. Издатель — Extraphone.
- 2007 — Антология классики. Иоганнес Брамс. «Венгерские танцы».
- 2009 — Le Carnaval Français. Камиль Сен-Санс, Морис Равель, Жорж Бизе. Дирижёр Ксения Геннадиевна Жарко.
- 2018 — Антология классики. Пётр Ильич Чайковский. «Лебединое озеро», «Щелкунчик», «Спящая красавица».